# Royal Windsor Horse Show

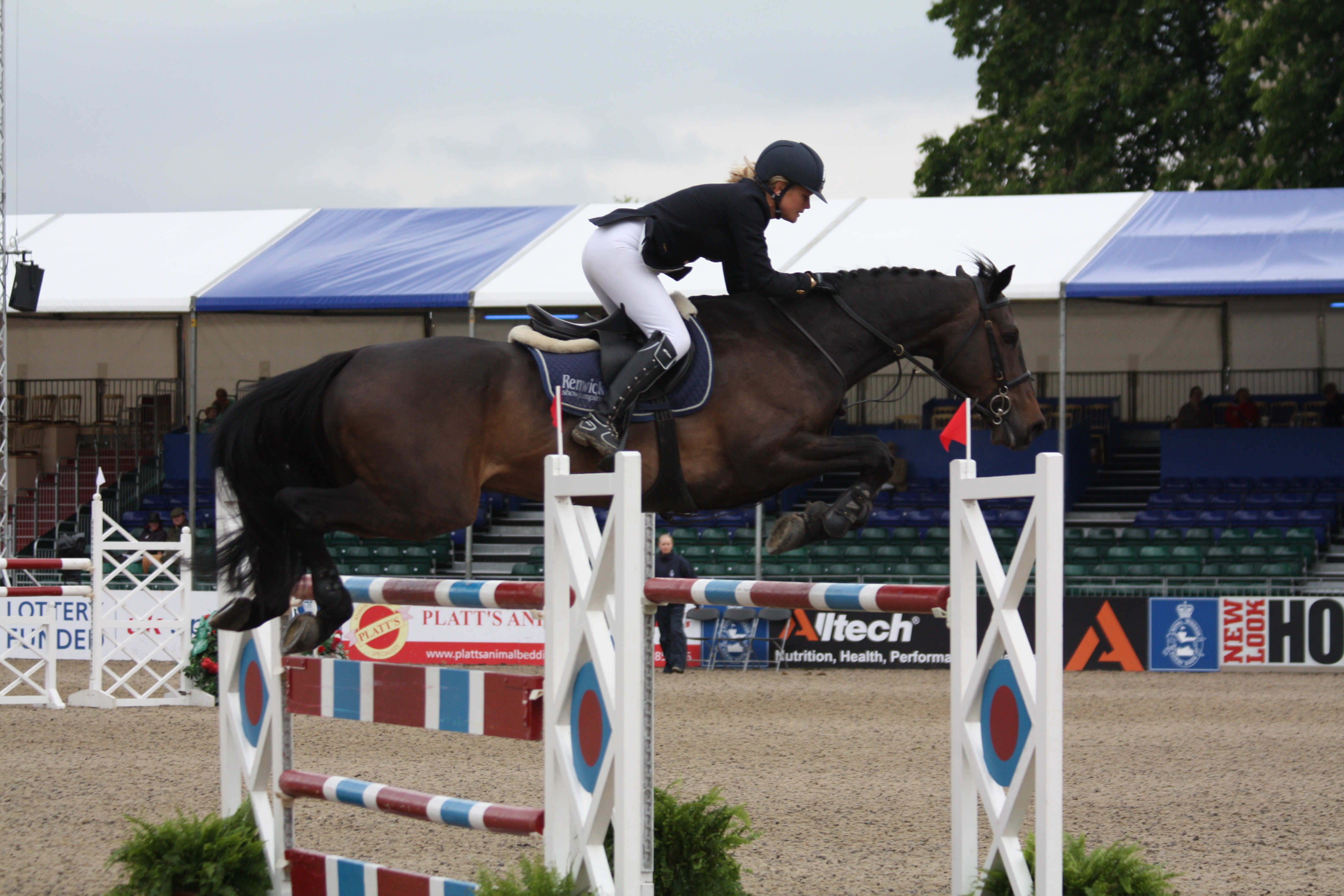
Laura Renwick startująca w 2009

Royal Windsor Horse Show – pięciodniowe zawody konne, które od 1943 odbywają się corocznie w parku zamku Windsor w maju lub czerwcu. Jest to jedyny turniej w Wielkiej Brytanii łączący zawody w ujeżdżeniu, skoki przez przeszkody, w powożeniu i przejazdy długodystansowe (konkurencja wytrzymałościowa) w na poziomie międzynarodowym. W trakcie odbywają się też liczne pokazy konne.
W latach 2021 i 2022 udział w pokazach w powożeniu brał także przedstawiciel Polski pan Rafał Zieliński z kucem walijskim Giacomo de Savoie i włoskim powozem z 1938 firmy Giovanni Federico Migliasso, którego renowację przeprowadziła  w 2017 polska firma Zenon Mendyka - Powozy konne w Dolsku, która produkuje i rekonstruuje powozy z minionych epok. 